# Страхувайте се от живите мъртви
„Страхувайте се от живите мъртви“ (на английски: Fear the Walking Dead) е американски драматичен сериал, който започва по AMC на 23 август 2015 г.
Той е разклонение на сериала „Живите мъртви“, който е базиран на едноименния комикс на Робърт Къркман, Тони Мур и Чарли Адлърд. Това е вторият сериал в Вселената на живите мъртви.
През декември 2021 г. е обявено, че Ким Дикенс ще се завърне като Медисън Кларк в седмия сезон, след като за последно се появи в четвъртия сезон, където се смяташе, че нейният герой е бил убит.
През декември 2021 година сериалът е подновен за осми и последен сезон, който завършва на 19 ноември 2023 г.

## Актьорски състав
Главна статия: Списък с герои от „Страхувайте се от живите мъртви“
- Ким Дикенс – Мадисън Кларк
- Клиф Къртис – Травис Манава
- Франк Дилейн – Никълъс Кларк
- Алишиа Дебнам-Кери – Алиша Кларк
- Елизабет Родригез – Елизабет Ортис
- Лоренцо Хенри – Кристофър Манава
- Мерседес Мейсън – Офелия Салазар
- Рубен Бладес – Даниел Салазар
- Колмън Доминго – Виктор Странд
- Мишел Анг – Алекс
- Данай Гарсия – Лусиана Галвез
- Дейтън Кейли – Джеремая Ото
- Даниъл Шърман – Трой Ото
- Сам Ъндърууд – Джейк Ото
- Лисандра Тена – Лола Гереро
- Маги Грейс – Алтеа Севчек-Прзигоки
- Гарет Дилахънт – Джон Дори
- Лени Джеймс – Морган Джоунс
- Джена Елфман – Джун / Наоми / Лаура
- Алекса Нисенсон – Чарли
- Карън Дейвид – Грейс Мукерджи
- Остин Амелио – Дуайт
- Мо Колинс – Сара Рабиноуиц
- Колби Холман – Уес
- Зоуи Колети – Дакота
- Кристин Евангелиста – Шери
- Кийт Карадайн – Джон Дори старши